# Kiralni pomožnik
Kiralni pomožnik (angl. chiral auxiliary) je kemijska spojina, ki prehodno vstopi v reakcijo organske sinteze in omogoči, da reakcija poteče selektivno v smislu tvorbe enega od dveh enantiomerov. Brez kiralnega pomožnika bi nastala racemna zmes produkta. Prehodno nastane stereocenter, ki s pomočjo steričnega oviranja ali usmerjajočih skupin prisili asimetrično tvorbo drugega stereocentra. Po tvorbi drugega stereocentra se v naslednjem koraku pomožnik odstrani in se lahko ponovno uporabi.
Uporabo kiralnih pomožnikov sta uvedla E.J. Corey leta 1978 (8-fenilmentol) in B.M. Trost leta 1980 mandeljna kislina. Uporaba mentola kot kiralnega pomožnika je težavna; kot alternativo je leta 1985 J. K. Whitesell uporabil trans-2-fenil-1-cikloheksanol.

## Oksazolidinonski pomožniki
Dober primer kiralnih pomožnikov so skupina Evansovih pomožnikov, ki so oksazolidinonske spojine, substituirane na mestih 4 in 5. Asimetrično sintezo enantiomerov usmerjajo s pomočjo steričnega oviranja. Odstranijo se s hidrolizo.

## Psevdoefedrinski pomožniki
Kot kiralna pomožnika se uporabljata (R,R)- in (S,S)-psevdoefedrin.